# نيكول دي سالفيو
نيكول دي سالفيو (من مواليد 23 نوفمبر 1979) هي لاعبة كرة لينة إيطالية شاركت في الألعاب الأولمبية الصيفية لعام 2000 وفي الألعاب الأولمبية الصيفية لعام 2004. 